# 天主教博城教區
天主教博城教區（拉丁語：Dioecesis Boënsis）是塞拉利昂一個羅馬天主教教區，屬弗里敦總教區。
教區成立於2011年1月15日，位於南方省，2011年有教友50,000人（佔轄區總人口4.6%）、十四個堂區、卅四名司鐸。現任教區主教為查尔斯·阿利尤·马休·坎贝尔。